# Gymnocalycium raineri
Gymnocalycium raineri là một loài thực vật có hoa trong họ Cactaceae. Loài này được H.Till mô tả khoa học đầu tiên năm 2007.